# Tutkarz bachusek
Tutkarz bachusek, tutkarz bachus, trąbowiec bachus (Rhynchites bacchus) – gatunek chrząszcza z rodziny tutkarzowatych.

## Morofologia
Ciało długości od 4,2 do 6,8 mm, zielonozłote, purpurowe, metalicznie połyskujące. Oczy wypukłe. Ryjek smukły, silnie punktowany, równomiernie zagięty, metalicznie czarny, o szerokim, wypukłym wzdłuż całej długości żeberku. Bruzdy czołowe widoczne. Pokrywy długo, odstająco owłosione. Punkty w ich rowkach okrągłe do owalnych, nie połączone. U samca ryjek prawie tak długi jak głowa i przedplecze razem wzięte, a u samicy wyraźnie od nich dłuższy. U samca czułki osadzone są pośrodku ryjka, a u samicy przed środkiem. Samica ma ponadto przedplecze słabiej wypukłe i zaokrąglone, a na bokach przedniej krawędzi przedtułowia parę niedużych wzgórków.

## Biologia i ekologia
Zamieszkuje siedliska suche i ciepłe, gdzie żeruje na różowatych, w tym gruszach, jabłoniach, śliwach, pigwach, głogach i irgach.
Samice składają jaja do niedojrzałych owoców gdzie po wykluciu larwy żerują przez 25–30 dni. Przeobrażenie odbywa się w glebie. Zdarza się, że samica składająca jaja do owoców jabłoni zaraża je zarodnikami chorobotwórczego grzyba z rodzaju Monilinia, które powodują zgniliznę owocu. Osobniki dojrzałe zimują w glebie lub pod korą. Pokazują się w maju i są aktywne do października.

## Rozprzestrzenienie i zagrożenie
Gatunek palearktyczny. W Europie znany jest z Portugalii, Hiszpanii, Francji, Belgii, Luksemburga, Holandii, Niemiec, Szwajcarii, Austrii, Włoch, Szwecji, Norwegii, Litwy, Polski, Czech, Słowacji, Węgier, Białorusi, Ukrainy, Mołdawii, Rumunii, Bułgarii, Słowenii, Chorwacji, Bośni i Hercegowiny, Serbii, Czarnogóry, Albanii, Macedonii Północnej, Grecji, oraz europejskich części Rosji i Turcji. W Afryce Północnej podawany był z Algierii. W Azji zamieszkuje azjatycką część Turcji, Izrael, Gruzję, Armenię, Azerbejdżan, Syberię, Kazachstan, Turkmenistan, Uzbekistan, Iran oraz Chiny.
W Polsce znany jest z pojedynczych, rozproszonych stanowisk. Na „Czerwonej liście zwierząt ginących i zagrożonych w Polsce” oraz na „Czerwonej liście chrząszczy województwa śląskiego” umieszczony jest jako gatunek narażony na wymarcie (VU).